# Rodrigo Guerrero (director)
Rodrigo Guerrero (Córdoba, Argentina, 26 de noviembre de 1982) es un director y guionista de cine argentino que se graduó en la licenciatura de Cine y Televisión de la Universidad Nacional de Córdoba y trabajó profesionalmente obteniendo varios premios.

## Producciones

### El invierno de los raros
Su primera película la filmó en la provincia de Córdoba y fue exhibida en varios festivales:
- Festival Internacional de Cine de Róterdam, 2011 Sección Bright Future.[2]
- Festival Internacional de Mannheim, 2008: Seleccionada para participar en los Mannheim Meetings.
- 21.º Festival Internacional de Cine de Mar del Plata, 2006: Seleccionada para participar en la Clínica de Guion.

### El tercero
Sobre este filme de temática LGBT la nota crítica de José Antonio Martín en el sitio web elantepenultimomohicano.com dijo:

”No esperen encontrar una gran historia…Pese a su apariencia sencilla y lineal, sutilmente cuela la película interesantes apuntes sobre las diferentes maneras de vivir la sexualidad en la pareja… Es…una obra muy afín a los tiempos que corren, que muestra cómo la gente se vale de las nuevas tecnologías para relacionarse...Estamos pues ante una propuesta mucho más interesante de lo que puede parecer a simple vista, bastante arriesgada tanto en su empeño de alargar demasiado los planos para dejar que sus criaturas hablen, como en sus audaces escenas de sexo. Lo que es seguro es que Rodrigo Guerrero se ha convertido desde ya en un nombre a seguir en el futuro cine argentino.”

### Venezia
Guerrero contó cuando supo que el Festival de Venecia otorgaba un premio de producción comenzó a pensar una historia que sucediera en esa ciudad, le contaron la anécdota de una pareja de gente madura en la que el hombre muere en forma imprevista y la mujer decidió continuar el viaje. A partir de allí buscó cómo integrar esa situación con la ciudad y dice que el filmar en invierno le ayudó a construir el clima y definir el estado anímico del personaje.
Juliana Rodríguez en La Voz del Interior escribió sobre este filme:

”Como en otras películas del director Rodrigo Guerrero… Venezia encuentra un camino eminentemente cinematográfico para indagar en la sensibilidad de su personaje, en su búsqueda, y así crear un drama intimista. Allí donde otros ponen diálogos o monólogos, Guerrero apuesta por la calidad interpretativa de su actriz… y las elecciones estéticas de la fotografía…y…elige poner la densidad dramática en su entorno. La decisión de escapar el formato apaisado o panorámico, de usar luz natural y de trabajar en el montaje las escenas capturadas espontáneamente en la ciudad aciertan en su objetivo. Venecia también puede ser la ciudad más triste del mundo.

## Filmografía
Director
- Venezia (2019)
- El tercero (2014)
- El invierno de los raros	(2011)

Guionista
- Venezia (2019)
- El tercero (2014)
- El invierno de los raros	(2011)

Montaje
- Venezia (2019)
- Vigilia en agosto	(2019)
- Cuadros en la oscuridad	(2017)

Producción
- Cuadros en la oscuridad	(2017)
- Soleada	(2017) (producción ejecutiva)
- El tercero (2014)
- El invierno de los raros	(2011)
- 76 (cortometraje 2006)

## Premios y nominaciones
Festival Internacional de Cine de Chicago 2014
- El tercero  nominada al Premio del Público a la Mejor Película.

Festival Cines del Sur de Granada 2011
- El invierno de los raros	nominada al Premio Alhambra de Oro

Festival Internacional de Cine de Mar del Plata 2019
- Venezia ganadora del Premio La Haye Post.
- Venezia ganadora del Premio Pomenarec al Mejor Sonido de la sección panorama argentino.

Concurso de Desarrollo de Proyectos de Largometrajes y Documentales, organizado por la Agencia Córdoba Cultura y el INCAA.
- Ganadora El invierno de los raros